# Základní škola Kladská
Základní škola s rozšířenou výukou jazyků, Fakultní škola Pedagogické fakulty UK, Praha 2, Kladská 1, je základní škola na území Prahy 2, která byla založena už v roce 1903. Škola se specializuje na výuku německého jazyka.
Základní škola Kladská se každý rok zúčastňuje akcí jako je např. spolupráce s hnutím Stonožka, které pomáhá běžencům, či různých sportovních akcí. Škola má také svoje vlastní akademie, svůj vlastní časopis Kláda a lze se na ní zapojit do více než 50 kroužků. Spolupracuje s Pedagogickou fakultou Univerzity Karlovy.

## Historie
Autorem projektu budovy školy byl architekt Antonín Turek. Výstavba školy započala v roce 1902 a byla dokončena roku 1903. V období druhé světové války nebyla škola otevřena.
V roce 1979 byly od 8. do 27. ledna byly pro silné mrazy, které způsobily kritickou situaci v národním hospodářství, vyhlášeny mimořádné uhelné prázdniny. V roce 1998 v průběhu školního roku došlo k řadě personálních změn – výměna hospodářky školy, výměna a nástup nového školníka, zástupy za dlouhodobě nemocné učitele, a vedle školy bylo vybudováno venkovní sportovní hřiště. V roce 2002 škola oslavila 100. výročí.
V roce 2012 byla ředitelkou školy jmenována Kateřina Vávrová, která v roce 2013 vyhrála titul Zlatá ředitelka. V letech 2015 a 2016 byl vnitřek školy významně rekonstruován. Na konci školního roku 2016/17 započaly stavební práce na nové školní jídelně.

## Absolventi
Školu navštěvovalo několik známých osobností, jako např. herci Jan Čenský, Jitka Molavcová a Vojta Kotek, violoncellista Jiří Bárta, básník a písničkář Jan Vodňanský, operní pěvec Adam Plachetka, spisovatel Vít Haškovec a další.